# Noé Hernández Álvarez
Noé Hernández Álvarez (Atitalaquia, Hidalgo, México; 10 de noviembre de 1969) es un actor mexicano. Tras sus estudios de Arte Dramático en la Universidad Autónoma del Estado de México, se convirtió en profesor de secundaria y fundó un grupo de teatro experimental. Después de mudarse a la Ciudad de México, le ofrecieron pequeños papeles en varias películas, incluidas Propiedad Ajena y Sin Nombre. Su primer papel principal fue Lino Valdez en Miss Bala, ganando reconocimiento popular y obteniendo una nominación para un premio Ariel al Mejor Actor.
Hernández fue elogiado por su papel de Canelita en la película La Tirisia (2014) y ganó el Premio Ariel al Mejor Actor de Reparto. También apareció en las series de televisión Crónica de Castas y La Hermandad. Por su actuación en la película El Más Buscado recibió una nominación a Diosa de Plata como Mejor Actor de Reparto. Recibió un mayor reconocimiento por interpretar al líder de la pandilla Martín en la película mexicana 600 Millas, por la que ganó un segundo Premio Ariel al Mejor Actor de Reparto en 2016. Por su papel protagónico en la película Ocho de Cada Diez recibió el Premio Ariel al mejor actor.

## Biografía
Noé Hernández Álvarez nació el 10 de noviembre de 1969 en Atitalaquía, Hidalgo, es hijo de padres campesinos. Estudió Artes Dramáticas en la Universidad Autónoma del Estado de México. Estaba a punto de inscribirse para ser abogado, pero cambió de opinión en el último minuto después de hojear el folleto de la escuela ya que solía actuar en producción teatral mientras estaba en la escuela secundaria. Luego de graduarse en 1994, se convirtió en maestro de secundaria por siete años en Toluca y al mismo tiempo fundó un grupo de teatro experimental, luego se mudó a la Ciudad de México ya que quería actuar en películas.

## Carrera cinematográfica

### Carrera temprana y primer papel principal enMiss Bala
Hernández pasó tres años asistiendo a tres o cuatro convocatorias de casting semanales, hasta que firmó un contrato para hacer un comercial y luego un pequeño papel en la película Propiedad Ajena en 2007. Al año siguiente, tuvo su primer papel secundario en la película Espiral (2008) y luego un papel de 40 segundos en la película Sin Nombre, dirigida por Cary Fukunaga.  Después apareció en papeles secundarios en las películas Vaho (2010), Somos Lo Que Hay(2010) y El Infierno (2010).
Durante el rodaje de Sin nombre, Hernández conoció al cineasta Gerardo Naranjo, quien años después le ofreció el papel protagónico en Miss Bala, la cual fue escrita por Naranjo y Mauricio Katz, la película trata sobre una concursante de concursos de belleza, interpretada por Stephanie Sigman, que es testigo de un asesinato y luego es secuestrada por un líder de una pandilla llamado Lino Valdez (Hernández) que la usa para fines criminales. Desde su primer encuentro, incluso durante el proceso de casting, Sigman y Hernández tuvieron una gran química frente a la cámara, según declaró el actor a la revisra Gatopardo: "entre nosotros había algo ... Stephanie siempre fue elegida con chicos guapos y luego yo vine con esta cara. Creo que inmediatamente nos metimos en el papel que cada uno de nosotros tenía que interpretar". Naranjo quería que los actores reaccionaran a la situación, en lugar de aprender el guion palabra por palabra. El proceso fue duro para Hernández, ya que quería analizar la psicología de su personaje y alejarse de los estereotipos narco creando a Valdez "sin crucifijos, ni cadenas de oro, ni pistolas".  La película fue seleccionada para representar a México en la categoría de Mejor Película en Lengua Extranjera en los 84.os Premios de la Academia y recibió tres nominaciones para los 54.os Premios Ariel, por mejor película, mejor director (Naranjo) y mejor actor para Hernández.

### Segundo papel protagónico enChalány premiado papel enLa Tirisia
En 2012, Hernández se unió al elenco de Colosio: El Asesinato, y la película para televisión Chalán, producida por Canal 22 y dirigida por Jorge Michel Grau. En Chalán, interpretó a Alan, conductor y asistente de un diputado federal, y este papel fue su oportunidad para interpretar un papel diferente al de los villanos de películas anteriores, como le dijo a El Informador: "Trato de cuidar mi carrera, no estar involucrado en ningún proyecto, y cuando obtuve este papel, me gustó mucho. Es un personaje completamente diferente al que estaba haciendo antes, como en Miss Bala o El Infierno.. Esos son los retos que me gustan, los que no te encasillan, permitiéndote darle un giro a tu trabajo. Personajes vivos y bien formados".
Hernández fichó para interpretar a Canelita, la mejor amiga gay de Cheba (Adriana Paz) en La Tirisia, película escrita, producida y dirigida por Jorge Pérez Solano (2014). La trama, inspirada en un término popular llamado tirisia (que significa "una tristeza perpetua definida como 'la muerte del espíritu'"), se desarrolla en la región Mixteca de México y se centra en dos mujeres (Paz y Gabriela Cartol) que quedaron embarazadas por Sylvestre (Gustavo Sánchez Parra). Cuando el esposo separado de Cheba regresa a la ciudad, la encuentra sumida en una profunda depresión ya que tuvo que dar a luz a un recién nacido (el hijo de Sylvestre). Hernández se mostró reacio a asumir el papel y la preparación tampoco fue fácil para el director, según explicó además a la revista Cine Toma: "Me alegró que un actor como Noé Hernández, que de repente caía en el estereotipo de duro, fuerte, matón, indio malo, accedió a interpretar este papel. Al principio, ambos nos esforzamos un poco. Para mí, aceptarlo físicamente y que él aceptara el personaje y lo construyera, pero creo que fue un experimento que salió bastante bien ".  Hernández le dijo a El Universal: "el director me dijo: querías un desafío actoral y actuar para dejar de hacer los mismos papeles violentos, eso es, tómalo". La película no se exhibió en cines comerciales en México ya que la distribución era costosa; En cambio, La Tirisia fue proyectado en festivales de cine como el Festival de Cine Internacional de Chicago, Festival Internacional de Cine de Tesalónica y Toulouse Festival de Cine de América Latina, y más tarde tuvo una exposición de un mes y media en la casa de arte Cineteca Nacional de México. Hernández recibió elogios de la crítica por su actuación. Jaime López Blanco de la revista Sputnik lo encontró "exquisito como 'Canelita', ya que demuestra su encanto y su talento cómico, mostrando un trabajo totalmente opuesto a su anterior trabajo, Miss Bala ". En los Premios Ariel de 2015, Hernández recibió el premio al Mejor Actor de Reparto por su papel en la película. Luego de ganar el premio el actor luchó por encontrar nuevos roles, consideró retirarse de la actuación y regresar a su ciudad natal para trabajar en los campos del campo, explicando a El Informador: "Claro que estoy encantado, a quien no le gusta ganar premios? Los premios estimulan el ego, pero lo que realmente quiero es que se puedan transformar en oportunidades de trabajo más sólidas y personajes complejos, buenos roles y papeles principales. Este año solo tuve convocatorias de cinco días para personajes pequeños; el premio tiene Realmente no me ayudó mucho, esperemos que fortalezca mi carrera y genere más oportunidades ”. En ese momento, un proyecto con el director Nacho Ortíz fracasó y otras cuatro películas coprotagonizadas por Hernández no se distribuyeron en México. "Afortunadamente no estoy casado, tengo un hijo al que ayudo moderadamente y cada mes trato de sobrevivir. A veces digo: "Tengo ingresos para pagar el alquiler durante tres meses, puedo aguantar un poco, pero luego me empiezo a preocupar y digo el tiempo se acaba y qué puedo hacer". Esta situación ha sido bastante difícil para mí ”, dijo el actor a El Universal.

### 600 Millasy segundo premio Ariel
Dos películas protagonizadas por Hernández se estrenaron en 2015, entre ellas Hilda y El Más Buscado, y el actor fue nominado a una Diosa de Plata como Mejor Actor de Reparto por esta última película. El mismo año se unió al cineasta Gabriel Ripstein en su debut como director con 600 Millas, producida por Ripstein y el director mexicano Michel Franco. El guion, de Ripstein e Issa López, se inspiró en el escándalo de pistolas de la ATF. En la película, el contrabandista de armas Arnulfo Rubio (Kristyan Ferrer) trabaja para un cartel mexicano dirigido por su tío Martín. El agente de la ATF Hank Harris (Tim Roth), que intenta arrestarlo, es secuestrado por Rubio para llevarlo a sus jefes; durante el viaje de 600 millas (970 km), se hicieron amigos. 600 Millas se estrenó en la Sección Panorama del 65º Festival Internacional de Cine de Berlín, se estrenó en 150 pantallas en México el 4 de diciembre de 2015 y fue seleccionada para representar al país en los 88 Premios de la Academia en la categoría Mejor Película en Lengua Extranjera. Casualmente, La Tirisia, la película anterior de Hernández, fue seleccionada para representar al país en los Premios Goya a la Mejor Película Extranjera de Lengua Española en España. En 2016, 600 Miles recibió 13 nominaciones para los 58.os Premios Ariel, y Hernández ganó su segundo premio consecutivo como Mejor Actor de Reparto.

### Roles de TV yLos Inquilinos
Tras su paso por la primera temporada de la serie de televisión Crónica de Castas, Hernández accedió a ser el villano en La Hermandad, serie desarrollada por Claro Video, dirigida por Carlos Bolado y coprotagonizada por el actor colombiano Manolo Cardona y la actriz española Paz Vega. Sobre su papel (Pedro Castro - jefe de policía), el actor le dijo a Associated Press: "Es un villano muy particular. No le gusta ver sufrir a la gente, así que en lugar de torturarlos, los mata rápido". El actor también filmó en Guadalajara, Los Inquilinos, interpretando a un conserje en un complejo multifamiliar donde ocurren una serie de hechos sobrenaturales. La película también presenta a los actores mexicanos Erick Elías y Danny Perea. Sobre su rol y el género del thriller, Hernández afirmó: “Es un género poco común en México y desde lo poco que lo he visto cae en clichés, efectos de risa y creación de pequeños monstruos. Lo que me atrajo de esta película fue el guión, es un thriller psicológico que te lleva a la base: circunstancias que pueden suceder todos los días, pero que también tienen un aire de thriller ”. En 2018 se unió a varios actores en el video musical de Banana Papaya, una canción interpretada por Kany García y Residente.

## Filmografía

### Películas
| Año  | Título                                              | Papel                 | Notas                                                                  | Ref.   |
| ---- | --------------------------------------------------- | --------------------- | ---------------------------------------------------------------------- | ------ |
| 2007 | Propiedad Ajena                                     | Capataz               |                                                                        | [ 25 ] |
| 2008 | Espiral                                             | Macario               |                                                                        |        |
| 2009 | Sin nombre                                          | Resistol              |                                                                        | [ 25 ] |
| 2009 | Tres Piezas de Amor en un Fin de Semana             | Roberto               |                                                                        | [ 25 ] |
| 2009 | Vaho                                                | El Monstruo Indalecio |                                                                        | [ 25 ] |
| 2010 | Somos Lo Que Hay                                    | -                     |                                                                        | [ 25 ] |
| 2010 | El Infierno                                         | El Sardo              |                                                                        | [ 25 ] |
| 2010 | El Baile de San Juan                                | Juvenal               |                                                                        | [ 25 ] |
| 2011 | Miss Bala                                           | Lino Valdez           | Nominado -Premio Ariel al mejor actor.                                 |        |
| 2012 | Colosio: El Asesinato                               | Rigo                  |                                                                        | [ 25 ] |
| 2012 | Chalán                                              | Alan                  |                                                                        | [ 26 ] |
| 2012 | En el Ombligo del Cielo                             | Gualberto             |                                                                        |        |
| 2013 | Cinco de Mayo: La Batalla                           | Benito Juárez         |                                                                        | [ 27 ] |
| 2013 | Acción en Movimiento                                | -                     |                                                                        | [ 25 ] |
| 2014 | César Chavez                                        | Juan de la cruz       |                                                                        | [ 27 ] |
| 2014 | La Tirisia                                          | Canelita              | Premio Ariel al Mejor Actor de Reparto.                                |        |
| 2014 | La Dictadura Perfecta                               | Jefe de Seguridad     |                                                                        |        |
| 2014 | Plan Sexenal                                        | Reynoso               |                                                                        |        |
| 2014 | Hilda                                               | Obispo                |                                                                        |        |
| 2014 | Gángster mexicano: La Leyenda del Charro Misterioso | -                     | Nominado -Diosa de Plata a Mejor Actor de Reparto.                     |        |
| 2015 | 600 Millas                                          | Martín                | Premio Ariel al Mejor Actor de Reparto.                                |        |
| 2015 | Un Monstruo de Mil Cabezas                          | Portero               |                                                                        |        |
| 2016 | Somos la carne                                      | Mariano               | Título español:Tenemos la carne Nominado -Premio Ariel al Mejor Actor. |        |
| 2016 | Los Inquilinos                                      | Marcelino             |                                                                        |        |
| 2016 | La Habitación                                       | Valentín              | Segmento: "Evocación".                                                 |        |
| 2016 | Histeria                                            | Ramiro                |                                                                        |        |
| 2016 | Mis Demonios Nunca Juraron Soledad                  | Cabo                  |                                                                        |        |
| 2018 | Traición                                            | Capitán               |                                                                        |        |
| 2018 | Ocho de Cada Diez                                   | Aurelio               | Premio Mezcal al Mejor Actor y Premio Ariel al Mejor Actor.            | [ 25 ] |
| 2018 | Cuchillo + Corazón                                  | Luis                  |                                                                        | [ 25 ] |
| 2019 | Placa de acero                                      | Narcotraficante       |                                                                        |        |
| 2020 | Kokoloko                                            | Mundo                 |                                                                        |        |
| 2021 | Nudo mixteco                                        | Esteban               |                                                                        |        |
| 2024 | Pedro Páramo                                        | Abundio               |                                                                        | [ 29 ] |

### Televisión
| Año  | Título            | Papel        | Notas       | Ref.   |
| ---- | ----------------- | ------------ | ----------- | ------ |
| 2010 | Capadocia         | Roland       | Temporada 2 | [ 25 ] |
| 2011 | Fronteras         | -            |             | [ 26 ] |
| 2014 | Crónica de Castas | Miguel       | 2 episodios | [ 27 ] |
| 2016 | La Hermandad      | Pedro Castro | Temporada 1 | [ 26 ] |
| 2020 | ZeroZeroZero      | Varas        | Temporada 1 |        |
| 2022 | La Reina del Sur  |              | Temporada 3 | [ 30 ] |
| 2025 | Celda 211         | Calancho     |             | [ 31 ] |